# Queso palmero
El queso palmero o de La Palma es un queso canario ahumado, elaborado a partir de leche cruda de cabra palmera y que se produce en la isla de La Palma. La denominación de origen queso Palmero está reconocida desde el 11 de septiembre de 2001.

## Zona geográfica
La zona de elaboración y maduración del queso palmero, así como la de producción de leche apta como materia prima para el mismo, está constituida por todos los términos municipales de la isla de La Palma, provincia de Santa Cruz de Tenerife (Islas Canarias, España) que se relacionan a continuación: Barlovento, Breña Alta, Breña Baja, Garafía, El Paso, Fuencaliente, Los Llanos de Aridane, Puntagorda, Puntallana, San Andrés y Sauces, Santa Cruz de la Palma, Tazacorte, Tijarafe y Villa de Mazo, con una superficie en total de 706 km².

## Elaboración
Se hace con leche de cabras palmeras de la Agrupación Caprina Canaria, cuya alimentación está basada en el aprovechamiento de los recursos forrajeros de la isla y cuajo natural de cabrito. Toda la producción es actualmente artesana en pequeñas explotaciones, y se utiliza leche sin pasteurizar. La leche recién ordeñada se filtra y se coagula a una temperatura entre los 27 y los 33 °C. El tiempo de coagulación medio es de 45 minutos. Tras introducir las manos en el caldero e ir obteniendo la cuajada bajo estas, la cuajada se corta hasta obtener un tamaño de grano pequeño, que facilita el desuerado. Posteriormente se prensa y se le da forma a través de unos aros denominados empleitas, y se sala con sal marina gruesa de las salinas de la isla.
Una vez hecho el queso se procede a su ahumado, a parir de la combustión de cáscaras de almendra (prunus dulcis), tuneras (opuntia ficus indica) y pinillo del pino canario (pinus canariensis). La maduración se realiza en cuevas, cocinas o locales acondicionados, y en este proceso aparte de las operaciones habituales de volteo se suele untar la corteza con aceite de oliva o gofio.

## Características
Puede consumirse tanto fresco, como tierno, semicurado y curado. Su forma es cilíndrica achatada. Las piezas pueden llegar a los 15 kilos. La corteza es de color blanco pero en la mayoría se procede al ahumado lo cual confiere tonalidades pardas.
La pasta es de color blanco brillante, adquiriendo tonalidades marfileñas y mates según va madurando. Puede tener pequeños ojos repartidos al azar y en su mayoría de forma irregular. La textura es firme y elástica. Tanto el sabor como el aroma deben ser limpios, propios de la leche de cabra. En los ahumados están presentes aromas de la familia torrefacta, pero la intensidad de éstos debe ser baja. Se detecta una ligera acidez y un salado medio.
A partir de este queso se elaboran recetas como mojo de queso o escacho.